# Triatlon la Jocurile Olimpice de vară din 2020 - ștafetă mixt
Proba de triatlon ștafetă mixt de la Jocurile Olimpice de vară din 2020 a avut loc la 31 iulie 2021 la Odaiba Marine Park în Tokyo.
Proba de ștafetă mixt a constat din participarea a patru sportivi (doi bărbați și două femei). Fiecare a trebuit să parcurgă o probă de înot de 300 de metri, una de ciclism de 8 kilometri și una de alergare de 2 kilometri în format ștafetă.

## Results
| Rank | Țară                       | Sportivi                                                                 | Înot  | Ciclism | Alergare | Timp total | Diferență |
| ---- | -------------------------- | ------------------------------------------------------------------------ | ----- | ------- | -------- | ---------- | --------- |
| 1    | Marea Britanie             | Jessica Learmonth Jonathan Brownlee Georgia Taylor-Brown Alex Yee        | 16:13 | 39:57   | 23:14    | 1:23:41    | __        |
| 2    | Statele Unite ale Americii | Katie Zaferes Kevin McDowell Taylor Knibb Morgan Pearson                 | 16:28 | 39:26   | 23:31    | 1:23:55    | +0:14     |
| 3    | Franța                     | Léonie Périault Dorian Coninx Cassandre Beaugrand Vincent Luis           | 16:35 | 39:51   | 23:21    | 1:24:04    | +0:23     |
| 4    | Olanda                     | Rachel Klamer Marco Van Der Stel Maya Kingma Jorik Van Egdom             | 16:27 | 39:44   | 23:50    | 1:24:34    | +0:53     |
| 5    | Belgia                     | Claire Michel Marten Van Riel Valérie Barthelemy Jelle Geens             | 16:25 | 39:57   | 23:51    | 1:24:36    | +0:55     |
| 6    | Germania                   | Laura Lindemann Jonas Schomburg Anabel Knoll Justus Nieschlag            | 16:26 | 39:53   | 23:59    | 1:24:40    | +0:59     |
| 7    | Elveția                    | Jolanda Annen Andrea Salvisberg Nicola Spirig Max Studer                 | 16:36 | 40:17   | 24:03    | 1:25:27    | +1:46     |
| 8    | Italia                     | Verena Steinhauser Gianluca Pozzatti Alice Betto Delian Stateff          | 16:33 | 40:46   | 24:38    | 1:26:23    | +2:42     |
| 9    | Australia                  | Ashleigh Gentle Matthew Hauser Emma Jeffcoat Jacob Birtwhistle           | 16:27 | 41:16   | 24:19    | 1:26:27    | +2:46     |
| 10   | Spania                     | Anna Godoy Fernando Alarza Miriam Casillas Mario Mola                    | 16:29 | 41:10   | 24:24    | 1:26:31    | +2:50     |
| 11   | Ungaria                    | Zsanett Bragmayer Bence Bicsák Zsófia Kovács Tamás Tóth                  | 16:43 | 41:11   | 24:14    | 1:26:43    | +3:02     |
| 12   | Noua Zeelandă              | Ainsley Thorpe Tayler Reid Nicole van der Kaay Hayden Wilde              | 16:47 | 40:39   | 24:56    | 1:26:53    | +3:12     |
| 13   | Japonia                    | Yuko Takahashi Kenji Nener Niina Kishimoto Makoto Odakura                | 16:38 | 40:48   | 25:10    | 1:27:02    | +3:21     |
| 14   | COR                        | Alexandra Razarenova Dmitry Polyanski Anastasia Gorbunova Igor Polyanski | 16:23 | 41:11   | 25:02    | 1:27:13    | +3:32     |
| 15   | Canada                     | Amélie Kretz Matthew Sharpe Joanna Brown Alexis Lepage                   | 16:40 | 40:36   | 25:23    | 1:27:21    | +3:40     |
| 16   | Mexic                      | Cecilia Pérez Crisanto Grajales Claudia Rivas Irving Pérez               | 16:38 | 41:32   | 25:59    | 1:28:53    | +5:12     |
| 17   | Austria                    | Julia Hauser Alois Knabl Lisa Perterer Lukas Hollaus                     |       |         |          |            | NS        |